# Provincia marítima de Villa Cisneros
La provincia marítima de Villa Cisneros fue una provincia marítima en que se dividía el litoral de España. 
Su pabellón marítimo se componía de una corneta de dos franjas, azul la superior y amarilla la inferior.
Entre 1946 y 1969 se le denominó provincia marítima de Ifni-Sahara, cuya correspondencia eran las costas del África Occidental Española (1946-1958) hasta su disolución, y posteriormente también incluyó la provincia de Ifni, hasta la anexión marroquí el 30 de junio de 1969.

## Distritos marítimos
De acuerdo con el Diario Oficial del Ministerio de Marina, de 9 de enero de 1974, la provincia marítima de Villa Cisneros se dividió en tres distritos marítimos, de norte a sur:
- El Aaiún: desde la frontera con Marruecos (paralelo 27° 40') hasta el paralelo 25° 49' norte.
- Villa Cisneros: el litoral del Sahara desde el paralelo 25° 49' norte, al 22° 48' norte.
- La Güera: el litoral del Sahara desde el paralelo 22° 48' norte a la frontera con Mauritania.